# Lutzomyia castroi
Lutzomyia castroi är en tvåvingeart som först beskrevs av Barretto M. P., Coutinho J. O. 1941.  Lutzomyia castroi ingår i släktet Lutzomyia och familjen fjärilsmyggor. Inga underarter finns listade i Catalogue of Life.